# Górale (píseň)
Górale je lidová píseň ze Slezska, konkrétně z oblasti v povodí řeky Olše, východní části Moravskoslezských Beskyd (Jablunkovsko, Třinecko). Píseň se zpívá jak na české, tak na polské straně hranice s drobnými obměnami jazykovými i obsahovými. Je postavena na opakování jednoho motivu (dva horalé se přou o dívku) a refrén je výzva ke smíru a argumentace tím, že horalka má vždy dvě stejné věci, tudíž se o ni mohou podělit. Je to metafora k tomu, že dívek je přece dost. 
Úpravu pro smíšený sbor zkomponoval Jan Vičar roku 2006, jejíž provedení představil Permoník Choir Karviná v Newyorské Carnegie Hall v rámci soutěžního festivalu Sound of Spring 2022. Píseň proslavila především skupina Čechomor, jejíž jazykový projev však zdaleka neodpovídal výslovnosti nářečí Těšínského Slezska.

## Text písně
Górole (slezská lidová)
Za górami,

za lasami,

za dolinami:

Pobili się dvo górole ciupagami.
Hej górale,

nie bijcie się!

Mo góralka dwa warkocze (dvoje oczu, vjelkie serce, dvoje ušy, dvoje rynce, dvoje nogi, z przodu z tyłu),

podzielicie się!

### Překlad
Za horami,

za lesy,

za dolinami:

Pobili se dva horalé valaškami.
Hej horalé,

nebijte se!

Má horalka dva copy (dvě oči, velké srdce, dvě uši, dvě ruce, dvě nohy, vpředu vzadu),

podělíte se!

## Interpretace
Píseň nazpívalo několik skupin:
- Českomoravská hudební společnost, poprvé na koncertním albu Prázdniny v Telči 99
- Papouškovo sirotci na albu Živě z jihu
- Moravská folk metalová kapela Vesna